# Vaslui
Vaslui  (in ungherese Vászló) è un municipio della Romania di 63 035 abitanti, capoluogo del distretto omonimo nella regione storica della Moldavia.
Fanno parte dell'area amministrativa anche le località di Bahnari, Brodoc, Moara Grecilor, Rediu e Viișoara.

## Storia
Scavi archeologici hanno rilevato resti dell'Età del Ferro.
Il nome della località di Vaslui fu menzionato per la prima volta nel 1435, in relazione all'ascesa del principe Iliaș al trono di Moldavia. La città fu rasa al suolo nel 1439 e nel 1440, quando i Tartari invasero la Moldavia. Nel 1475, il principe moldavo Stefano il Grande vinse la sua più grande battaglia contro l'impero ottomano nelle vicinanze della città.

Lo sviluppo di Vaslui decollò nel 1968 quando la città divenne la capitale dell'omonima contea. In 10 anni la popolazione è aumentata da 19 820 a 45 000 abitanti, così che nel 1979, Vaslui acquisì lo status di Municipio. Oggi è un importante centro economico e sociale di questa parte della Moldavia (industria automobilistica - ventilatori e ingranaggi, viti, industria chimica - filati di poliestere, materiali da costruzione, legno, tessile e abbigliamento, alimentari, ecc.)

## Monumenti e luoghi d'interesse
- Parco archeologico "Corti Reali", XV sec
- Chiesa Reale di San Giovanni Battista decollato (1490), fondata da Stefan cel Mare
- Corte Reale, una riserva archeologica, come testimoniano i resti della corte di Stefano il Grande;
- Palazzo di Giustizia a Vaslui, sede Vaslui ex giudici della Corte;
- Palazzo Mavrocordat, un monumento di architettura in stile neoclassico;
- Casa Ghica, risalente al XIX secolo, realizzato in stile neoclassico;
- Ospedale israelitico - St. sec. XIX - inizio. sec. XX
- Cimitero Ebraico - sec. XVIII - diciannovesimo
- Cimitero degli Eroi della Guerra d'Indipendenza e della Prima guerra mondiale - sec. XIX - XX
- Gimnaziul Mihail Kogălniceanu - 1890-1893
- Case Mădârjac e Ornescu, XIX secolo
- Museo Stefan cel Mare, con sezioni di archeologia e di storia, etnografia e arte popolare, e una sezione dedicata all'attore Constantin Tănase, nativo di questa città;
- Statua di Stefan cel Mare raffigura il principe glorioso con una spada in mano;
- Mausoleo di Peneș Curcanul, situato presso il cimitero della città;
- Monumento all'Indipendenza, Piazza del Palazzo di Giustizia;
- Parco Copou, un bel giardino pubblico; il viale principale è fiancheggiato dai busti di Kogălniceanu, Eminescu, Creangă.
- Piazza Civica.
- Riserva paleontologica

## Evoluzione demografica
Evoluzione demografica nei censimenti:

## Cultura
A Vaslui è stato ambientato il film rumeno A Est di Bucarest che ha ricevuto il premio Camera d'Or al Festival di Cannes del 2006 e che descrive le reazioni degli abitanti alla caduta del regime di Ceaușescu.

## Amministrazione

### Gemellaggi
- Quarrata, dal 1991
- San Fernando de Henares, dal 2010
- Cahul, dal 2011
- Radoviš, dal 2015

## Sport

### Calcio
La squadra principale della città era il FC Vaslui.